# Scotopteryx cinnamomea
Scotopteryx cinnamomea là một loài bướm đêm trong họ Geometridae.